# Tipula imanoensis
Tipula imanoensis är en tvåvingeart som beskrevs av Alexander 1954. Tipula imanoensis ingår i släktet Tipula och familjen storharkrankar. Inga underarter finns listade i Catalogue of Life.